# 車師之戰
車師之戰，發生在公元前67年，是西漢和匈奴為爭奪吐魯番盆地車師控制櫂的戰役。
漢軍由鄭吉指揮，車師國王投降西漢，之後漢軍圍攻首都交河。之後匈奴前往援助車師，鄭吉留下20人保護國王離開但他怕匈奴回來，逃到烏孫。匈奴立Doumo為車師之王，並從首都交河進一步轉移人口向東，鄭吉因此從300人圍攻交河。

## 事後
公元前60年，匈奴發生內亂。駐紮在吐魯番盆地的日逐王和12個王族率部12,000人歸順漢朝廷。同年，漢任命鄭吉為西域都护監督塔里木盆地至帕米爾高原各西域城廓之國。最後一任西域都护段禧在於公元13年焉耆領導的叛亂中被打死。之後王莽嘗試恢復西域都护府但失敗了。